# 芒特斯特寧
芒特斯特寧（英語：Mount Sterling）是一個位於美國阿拉巴馬州喬克托縣的非建制地區。該地的面積和人口皆未知。

## 地理
芒特斯特寧的座標為32°05′37″N 88°09′47″W / 32.09361°N 88.16305°W，而該地最高點為海拔高度50米（即164英尺）。